# Mustilia columbaris
Mustilia columbaris är en fjärilsart som beskrevs av Butler 1886. Mustilia columbaris ingår i släktet Mustilia och familjen silkesspinnare. Inga underarter finns listade i Catalogue of Life.